# Unión Marplatense de Rugby
La Unión Marplatense de Rugby  è l'organizzazione che governa il gioco del rugby nella zona litoranea più ad occidente della provincia di Buenos Aires

## Club fondatori
- Biguá R.C.
- Comercial R.C.
- Industrial R.C., Mar del Plata R.C. y Nacional R.C.

## Membri al 2010
- Biguá
- Jockey
- Náutico (Necochea)
- Uncas Rugby Club (Tandil)
- Campo de Pato (Balcarce)
- Los 50 (Tandil)
- Pueyrredón Rugby Club
- Unión del Sur
- Comercial
- Los Cardos (Tandil)
- San Ignacio
- Universitario
- I. P. R. Sporting
- Mar del Plata Rugby Club
- Villa Gesell Rugby Club (Villa Gesell)
- Gnomos (Mar de Ajó)
- Pampas Rugby Club (Dolores)

## Rappresentativa
Fondata nel 1951, vanta un successo nel campionato nazionale del 1961, quando per la prima volta il titolo andò ad una selezione di una Unión diversa da quella centrale (UAR).